# Claire Trevor
Claire Trevor (eg. Claire Wemlinger), född 8 mars 1910 i New York, död 8 april 2000 i Newport Beach, Kalifornien, var en amerikansk skådespelare.

## Biografi
Trevor studerade vid Columbia University och sedan vid American Academy of Dramatic Arts. I slutet på 1920-talet gjorde hon debut som skådespelare och från 1932 framträdde hon på Broadway. 
Hon gjorde filmdebut 1933 och hamnade ganska omgående i en nisch som gangsterbrud alternativt saloon-flicka i en rad B-filmer. Hon fick sitt genombrott i rollen som Dallas i John Fords Diligensen, mot John Wayne.
1949 fick hon en Oscar för sin prestation i John Hustons film Stormvarning utfärdad. Hon har en stjärna på Hollywood Walk of Fame vid adressen 6933 Hollywood Blvd.

## Filmografi (urval)
- 1934 – Polisreporterns äventyr
- 1934 – Baby debuterar
- 1935 – Dantes inferno
- 1936 – Dåraktiga män
- 1937 – Min frus man... och jag
- 1937 – I skyskrapornas skugga
- 1938 – Den mystiske doktor Clitterhouse
- 1938 – Jättarnas dal
- 1939 – Diligensen
- 1939 – Allegheny Uprising
- 1940 – Nattens brigad
- 1941 – Fräck och fågelfri
- 1941 – Äventyrare i Texas
- 1942 – Okänt område
- 1942 – En chans att leva
- 1943 – Good Luck, Mr. Yates
- 1943 – Desperados
- 1943 – Mästerskytten från Dodge City
- 1944 – Mord, min älskling!
- 1945 – Möte i dimman
- 1946 – Gärningsman okänd
- 1947 – Born to Kill
- 1948 – The Babe Ruth Story
- 1948 – Reptilen
- 1948 – Brott på Broadway
- 1948 – Stormvarning utfärdad
- 1950 – Jakten till gränsen
- 1951 – Flickan är ett fynd
- 1952 – Gangsterland
- 1952 – Kvinnan utan lag
- 1953 – Främling med pistol
- 1954 – Mellan himmel och hav
- 1955 – Västerns vilda ros
- 1955 – Mannen utan öde
- 1956 – Ett flygplan har störtat
- 1958 – Leka med elden
- 1962 – Två veckor i en annan stad
- 1963 – Inga rosor åt bruden
- 1965 – Hur man mördar sin fru
- 1982 – Kiss Me Goodbye
- 1987 – Breaking Home Ties